# American Locomotive Company

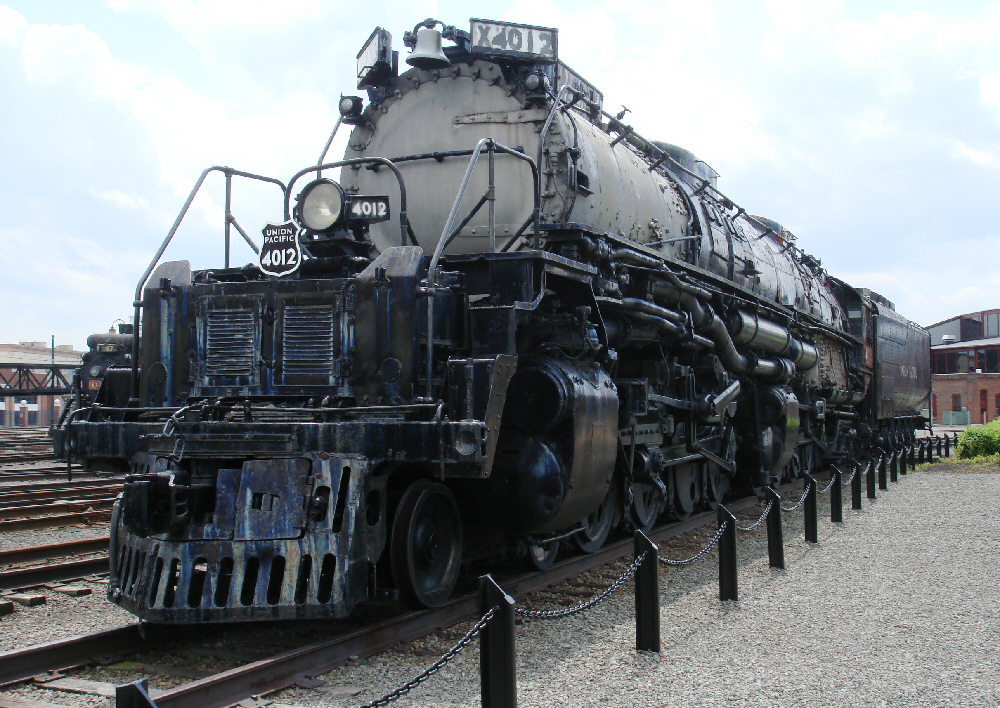
Locomotiva a vapore Big Boy, una delle più grandi mai costruite

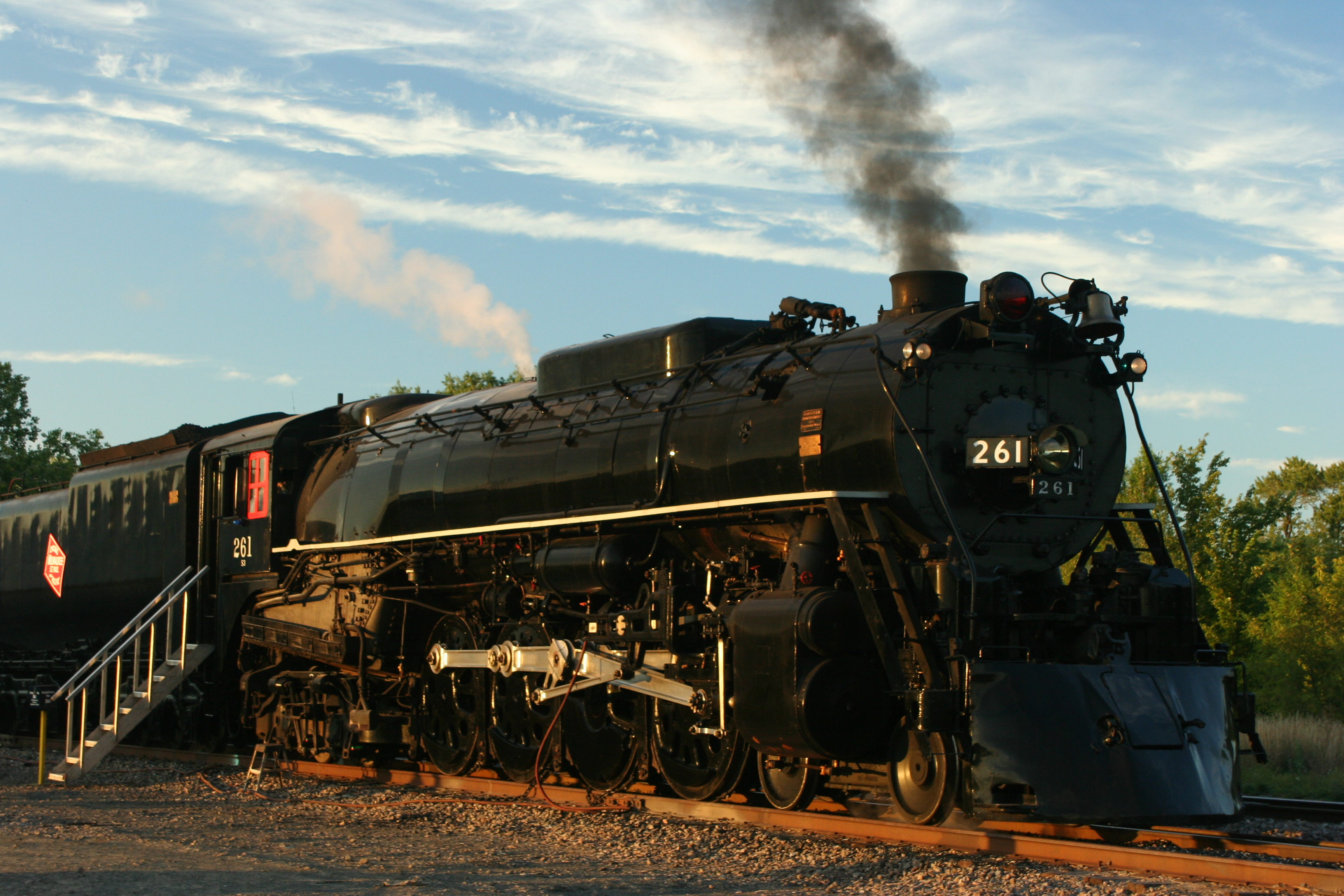
Milwaukee Road 261; Una locomotiva 4-8-4 ALCO del 1944

La American Locomotive Company, (conosciuta anche col suo acronimo ALCO) era una impresa di costruzione di locomotive ferroviarie degli Stati Uniti. Tra le sue produzioni sono molte delle più grandi locomotive costruite inclusa la famosa 4-8-8-4 Union Pacific Big Boy.

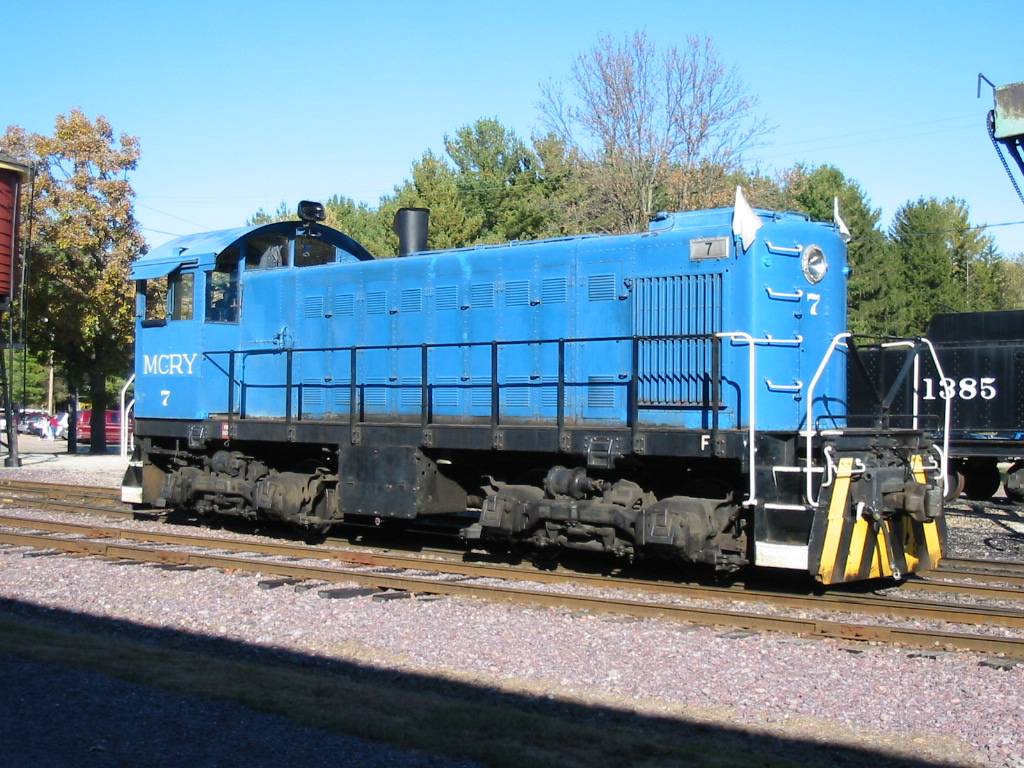
Locomotiva ALCO S-1 diesel al MidContinent Railway Museum di North Freedom

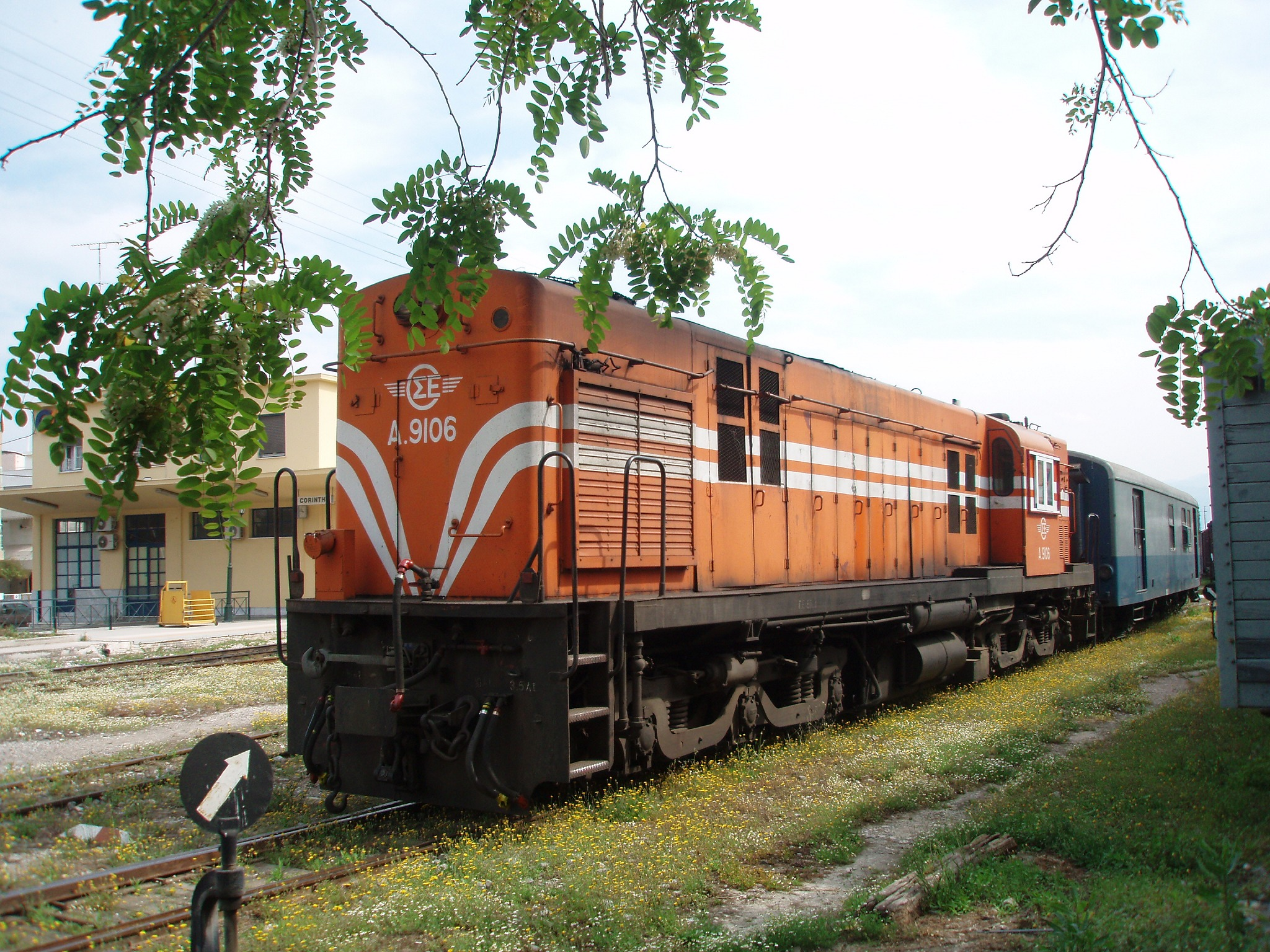
Locomotiva Alco DL537 a scartamento ridotto delle ferrovie elleniche a Corinto, Grecia

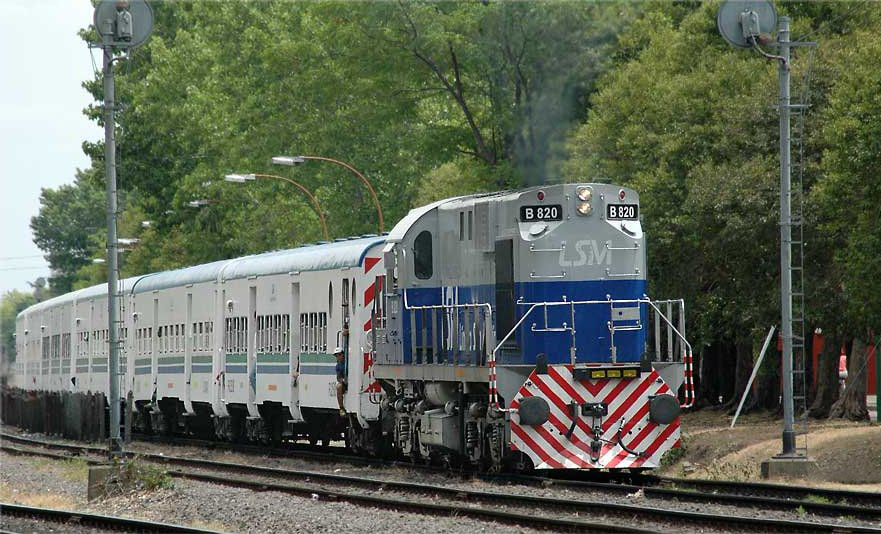
Alco RSD-16 nella Línea San Martín Argentina

.

## Storia
La società nacque nel 1901 in seguito alla fusione di otto piccole fabbriche di locomotive
- Brooks Locomotive Works di Dunkirk (New York)
- Cooke Locomotive and Machine Works di Paterson
- Dickson Manufacturing Company di Scranton
- Manchester Locomotive Works di Manchester
- Pittsburgh Locomotive and Car Works di Pittsburgh
- Rhode Island Locomotive Works di Providence
- Richmond Locomotive Works di Richmond
- Schenectady Locomotive Works di Schenectady

La nuova società stabilì la sua sede in Schenectady e in seguito chiuse tutti gli impianti di produzione concentrando tutto nelle tre sedi di Schenectady, New York e Montréal, nel Québec.
Nel 1904 venne acquistata la Locomotive and Machine Company di Montreal che venne ribattezzata, Montreal Locomotive Works. L'anno seguente, il 1905, la Alco acquistò la Rogers Locomotive and Machine Works di Paterson, New Jersey, che era il secondo produttore di locomotive americano dopo la Baldwin Locomotive Works.
Alco divenne così il secondo colosso americano, nella produzione di locomotive degli Stati Uniti d'America, dopo Baldwin raggiungendo la cifra di 75.000 locomotive prodotte. Alco fu fornitore di Delaware and Hudson Railroad, New Haven Railroad, New York Central Railroad, Union Pacific Railroad e Southern Pacific Railroad oltre a tante altre compagnie minori. Durante la seconda guerra mondiale ALCO produsse le locomotive 2-10-0 Decapods per l'Unione Sovietica.
Nel 1948 cessò la produzione di locomotive a vapore nello stabilimento di Schenectady.
Le prime locomotive Diesel-elettriche vennero prodotte nel 1924 in consorzio con General Electric per la parte elettrica e con la Ingersoll-Rand per la motorizzazione diesel. Le locomotive furono acquistate dalla Central Railroad del New Jersey, dalla Long Island Rail Road e dalla Chicago and North Western Railway.
Nel 1929 venne acquistata la McIntosh & Seymour Diesel Engine Company per produrre in proprio i motori diesel mentre le parti elettriche continuarono ad essere GE.
Nel corso degli anni trenta Alco divenne il principale costruttore di locomotive diesel degli Stati Uniti in costante lizza con la General Motors Electro-Motive Division per il primato anche durante il periodo bellico, quando la Alco fu incaricata della costruzione di diesel locomotive multiruolo come le ALCO DL-109 e in seguito al successo della campagna d'Africa e del Medio Oriente anche di ulteriori e potenti ALCO RSD-1, a sei assi e sei motori.
Nel 1940, Alco e General Electric entrarono in partnership allo scopo di costruire locomotive diesel-elettriche sotto il nuovo marchio Alco-GE; Nel 1948 la Alco era divenuta predominante nel mercato delle locomotive diesel con una quota di circa il 40%. General Electric rimaneva sempre il fornitore dell'equipaggiamento elettrico di ogni locomotiva.
Tale accordo ebbe tuttavia termine nel 1953 e la GE a partire dal 1956 iniziò a produrre in proprio riuscendo a divenire il primo produttore americano del settore. La Alco entrò progressivamente in crisi; nel 1955 cambiò la ragione sociale in Alco Products, Inc. dato che il settore produttivo delle locomotive non era più il principale, in quanto che la società era entrata nel settore automobilistico, senza molto successo, e soprattutto aveva estesa la sua produzione di materiale bellico anche durante la guerra di Corea.
La produzione di locomotive andò diminuendo gradualmente fino alla consegna delle ultime due ALCO T-6 alla Newburgh and South Shore Railroad nel mese di gennaio del 1969. Venne quindi chiuso lo stabilimento di Schenectady e contemporaneamente trasferiti i progetti costruttivi, ma non i diritti di sviluppo relativi, alla Montreal Locomotive Works Canada che ne proseguì la costruzione.
Nel 1964 la compagnia venne incorporata nella Worthington Corporation che, nel 1967, si fuse con la Studebaker formando la Studebaker-Worthington, Inc.; la Alco rimase solo una divisione del gruppo. Nel 1970 l'intero settore motoristico venne ceduto alla White Motor Corporation che diede luogo alla White Industrial Power. Nel 1977 White Industrial Power fu venduto alla General Electric Company plc inglese che riprese il marchio Alco Power, Inc. diversificandone la produzione.
Dopo la chiusura di Alco-Schenectady le locomotive continuarono ad essere fabbricate in Canada da Montreal Locomotive Works e in Australia da A. E. Goodwin. Le locomotive diesel-elettriche ALCO sono ancor oggi presenti in molte ferrovie di tutti i continenti: locomotive di derivazione o produzione Alco formano il nucleo principale delle Ferrovie indiane. Locomotive della ALCO sono presenti anche nelle linee australiane, del Pakistan, dello Sri Lanka;
un folto gruppo di esse si trova anche nelle ferrovie della Grecia.
L'Argentina possiede una flotta di locomotive cargo di vari modelli.